# Бештерек (река)
Бештере́к (устар. Беш-Терек; укр. Беш-Терек, крымскотат. Beş Terek, Беш Терек — пять деревьев) — река в Крыму, наибольший приток Зуи. 

## Описание
Длина 42,2 км, площадь водосборного бассейна 82,3 км², уклон реки 16,4 м/км, среднемноголетний сток, на гидропосте Мазанка, составляет 0,063 м³/сек, в устье — 0,06 м³/сек, среднегодовой объём стока — 4,35 млн м³, коэффициент вариации — 0,30.
Начинается на Долгоруковской яйле, у подножия горы Коль-Баир (818 м), согласно Николаю Рухлову, в урочище Шелнов (также Шалкав или Бештерекская балка (на современных картах — Даир-Алан) тремя родниками. В настоящее время истоком реки считается безымянный родник на высоте 715 м над уровнем моря, с температурой воды 10 °C.

### Притоки

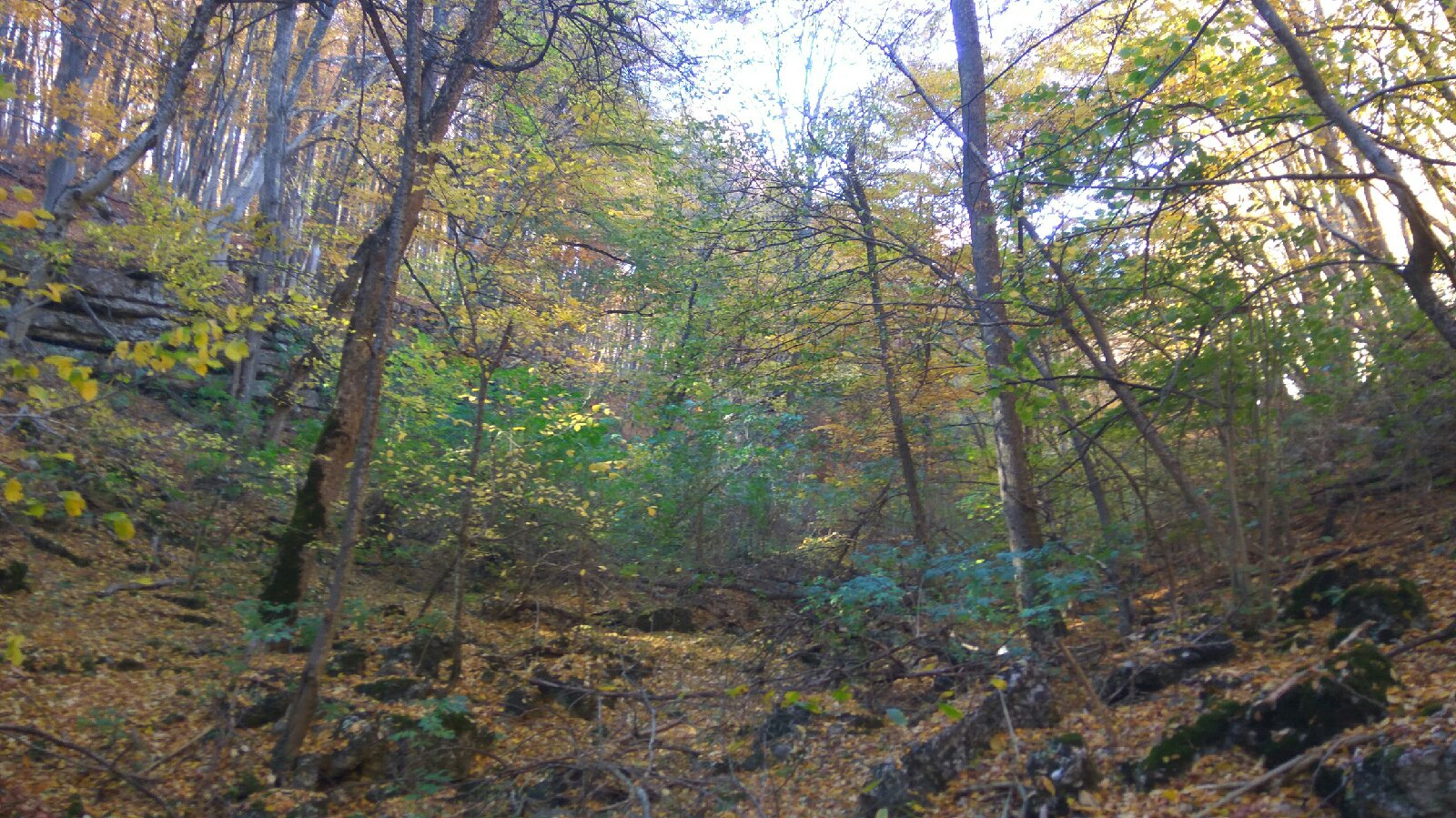
Балка Бештерекская, урочище Шалкав, восточный приток от родника Чобан-Чокрак 2

У реки, согласно справочнику «Поверхностные водные объекты Крыма», 5 безымянных притоков длиной менее 5 километров. В других источниках перечисляются некоторые впадающие в Бештерек балки:

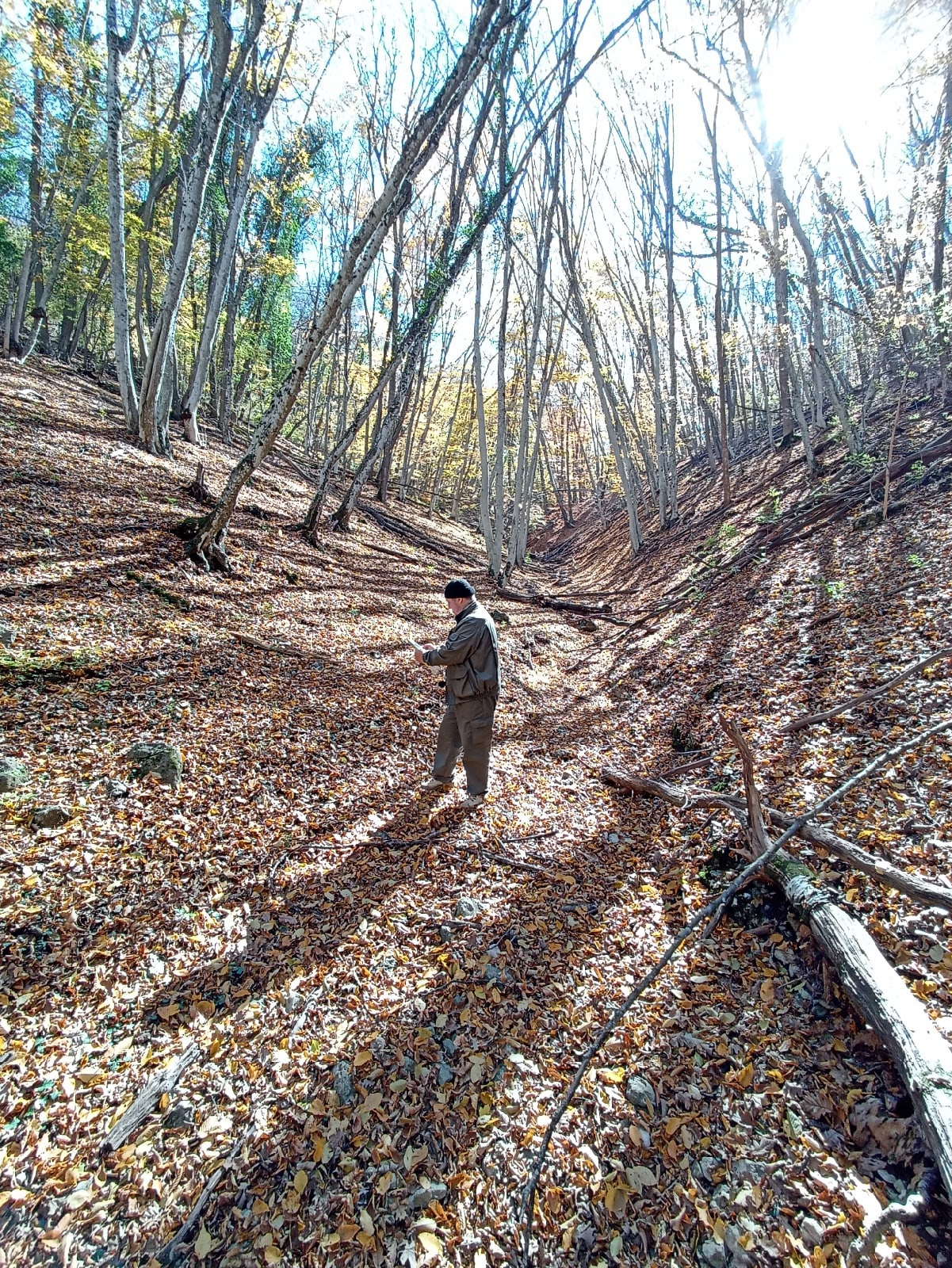
Сухой в межень самый западный овраг Бештерекской балки у родника Коль-баир

- Бурматаш (также Бурматашская, Крутой бугор) — левый приток[9];
- Альминская (Казырёва поляна, Кадырова поляна[10]), практически безводная, с одним, весьма слабым родником[11];
- Средний бугор — левый приток, берущий начало от мощного родника Туфек-Алан[11][12][13]
- Кучук-Бештерек — правый приток, начинающийся источником Круглый Фонтан[9][11][14];
- Маяцкая бака — левый приток с истоком от родника Текне-Чокрак[15] (у Рухлова Тахне-Чокрак с дебетом 1080 вёдер в сутки и температурой 8,7 °C[7]).
- Ваявульская, начинающаяся родником Ваявульский фонтан на высоте 547 м над уровнем моря[16]. Балка и родник неоднократно упоминаются в книге Николая Лугового «Побратимы», как место активных действий партизан Крыма[17]

Также имеется несколько других незначительных балок-притоков: Межа, Красноглинка, Мезерлык и другие.
Течёт общим направлением на север, долина в верховьях представляет собой лесистое горное ущелье, а низовье переходит в зоны крымской степи и сильно выполаживается. Последние выходы родников Рухлов в 1915 году отмечал у села Кырк. Как и у большинства крымских рек, режим Бештерека характеризуется летней меженью и зимне-весенним подъёмом уровня воды. Летом и осенью низовье реки пересыхает и вода может не достигать устья. Впадает в Зую слева в 7 км от устья у села Новожиловка (реально вода до Зуи практически не доходит, просачиваясь в подстилающие рыхлые известняки). Водоохранная зона реки установлена в 100 м.
Название реки означает в переводе с крымскотатарского «пять деревьев» (beş — пять, terek — дерево).
На правом берегу реки выше от шоссе Симферополь-Белогорск расположена крупнейшая стоянка эпохи мустье — Волчий грот, открытая К. С. Мережковским, исследованная экспедициями под руководством Г. А. Бонч-Осмоловского, Н. Л. Эрнста, О. Н. Бадера.

### Бештерек-Зуйский водозабор
На март 2021 года: возле села Клёновка продолжается строительство водозабора для улучшения водоснабжения Симферополя; первая очередь запущена 18 марта 2021 года.